# Şəki (Şəki)
Şəki è un comune dell'Azerbaigian situato nel distretto di Şəki. Conta una popolazione di 2.360 abitanti.